# 2013 ED28
2013 ED28 est un astéroïde Apollon, aréocroiseur et cythérocroiseur découvert le 7 mars 2013 par le Mount Lemmon Survey.
Sa distance minimale d'intersection de l'orbite terrestre est de 0,000429 ua soit 64 200 km. Il est classé comme potentiellement dangereux.

## Orbite
2013 ED28 a un périhélie de 0,517 UA et un aphélie de 2,583 UA. Il met 705 jours pour faire le tour du Soleil.

## Passage près de la Terre
2013 ED28 est passé à 27 912 000 km de la Terre le 2 mars 2013.